# Condylostylus fraterculus
Condylostylus fraterculus är en tvåvingeart som först beskrevs av Günther Enderlein 1912.  Condylostylus fraterculus ingår i släktet Condylostylus och familjen styltflugor. Inga underarter finns listade i Catalogue of Life.